# Hollum
Hollum est un village situé dans la commune néerlandaise d'Ameland, sur l'île du même nom, faisant partie de la province de la Frise. Le 1er janvier 2007, le village comptait 1 400 habitants.
Des quatre villages d'Ameland, Hollum est le plus occidental et le plus peuplé.

## Phare
|          |
| Le phare |

## Personnalités nées à Hollum
- Willem Cornelis de Groot (1853-1939), architecte
- Hannes de Boer (1899), athlète
- Jan Bruin (1969), footballeur